# Вуро (Потенца)
Вуро (итал. Vurro) је насеље у Италији у округу Потенца, региону Базиликата.
Према процени из 2011. у насељу је живело 128 становника. Насеље се налази на надморској висини од 570 м.